# Żana Karagandy
Żana Karagandy (ros. Жана Караганды) – stacja kolejowa w miejscowości Karaganda, w obwodzie karagandyjskim, w Kazachstanie. Położona jest na linii Astana – Szu, na trasie Nowego Jedwabnego Szlaku.